# Masha et Michka
 (janvier 2019).
Si vous disposez d'ouvrages ou d'articles de référence ou si vous connaissez des sites web de qualité traitant du thème abordé ici, merci de compléter l'article en donnant les références utiles à sa vérifiabilité et en les liant à la section « Notes et références ».
 (janvier 2019).
- Si vous ne connaissez pas le sujet, laissez ce bandeau (vous pouvez alors contacter les auteurs).
- Si vous supprimez le contenu mis en cause (vous pouvez préalablement contacter les auteurs),

argumentez précisément cette suppression dans la page de discussion
(un manque de référence n'est pas un argument ; une recherche réelle de référence doit avoir été effectuée, être formellement documentée).
Masha et Michka (en russe : Маша и Медведь, littéralement « Macha et l'Ours ») est une série télévisée d'animation 3D humoristique russe créée en 2009 par le studio Animaccord. Chaque épisode dure entre sept et huit minutes.
La série, dont la version originale est en russe, a été doublée dans de nombreuses langues : allemand, anglais, arabe, chinois, espagnol, français, hébreu, hindi, italien, kazakh, portugais, turc, etc.
D'abord diffusée dans le programme Bonne nuit les enfants ! sur la chaîne Rossiya 1 ainsi que sur la chaîne Carrousel, elle est disponible au Québec depuis le 9 juin 2012 à Télé-Québec, en France sur Piwi+ et depuis le 20 décembre 2013 sur France 5 dans Zouzous, en Belgique sur OUFtivi, et en Suisse sur RTS Un et RTS Deux. Depuis 2013, la série est également disponible en haute définition sur la chaîne YouTube MashaMedvedTV. La série est disponible en DVD et Blu-ray depuis novembre 2009, distribuée par la société « Mystère du son ».
Le logiciel de rigging et animation utilisé est Autodesk Maya. Le rendu est obtenu par le moteur maison de la société Animaccord[réf. nécessaire]. Plusieurs objets portent cette marque dans la série (le réfrigérateur, l'aspirateur, le piano...).
En 2012, apparaissent les premiers épisodes d'une série dérivée intitulée Les Contes de Masha (en russe : Машины сказки). On y retrouve Masha en narratrice de contes populaires, russes ou étrangers. La série compte actuellement trente épisodes, revisitant des contes comme Le Loup et les Sept Chevreaux, Les Oies sauvages, Le Petit Chaperon rouge ou encore Snégourotchka.
L'épisode 17 (en russe : Маша + каша, soit littéralement Masha + kacha) est la quatorzième vidéo la plus regardée sur YouTube. Elle a pendant longtemps été la première vidéo n'étant pas un clip musical la plus vue sur YouTube.

## Personnages

### Personnages principaux

#### Masha

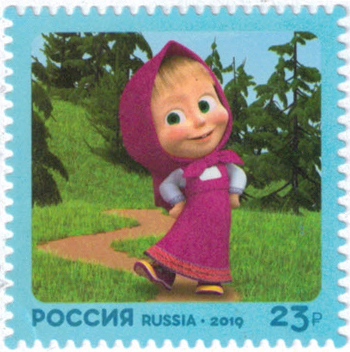
La fillette Masha sur un timbre russe à 23 roubles (2019).

Masha est une petite fille espiègle, souvent exaspérante mais attachante, gourmande, pleine d'initiatives et de ressources dont le but principal est de s'amuser et de profiter de la vie dans la joie. Masha est l'un des rares personnages qui parlent, avec le Grand-père Gel dans l'épisode Un, deux, trois ! Brille mon sapin ! (en russe : Раз, два, три! Ёлочка, гори!), la fille de la Tchoukotka dans l'épisode intitulé Hocus Pocus (en russe : Фокус-покус) ou Dacha, la cousine de Masha, dans Deux pour le prix d'une (en russe : Двое на одного).
Elle habite seule dans une grande maison près d'un passage à niveau où s'arrête le train, à quelques centaines de mètres probablement de la maison de Michka. Étrangement elle ne semble pas avoir de parents. Elle a quelques animaux : un chien, un cochon (avec lequel elle adore jouer à la poupée), une chèvre apathique et quelques poules. 
Masha aime les sucettes, les bonbons, toucher à tout et tout réagencer, jouer avec les trophées et les coupes de son ami l'ours, jouer à la balle, sauter dans le seau, poser plein de questions.
Elle sait danser le moonwalk, a quelques fois les yeux qui louchent, et confond sa droite et sa gauche dans l'épisode intitulé Un nouvel ami (en russe : Дальний родственник).
Elle répète souvent deux fois l'adverbe « déjà » dans ses interrogations: « on peut déjà dîner, déjà ? » (en russe : Может уже поужинаем уже?), « on va déjà faire un tour, déjà ? » (en russe : Может уже покатаемся уже?).
Masha utilise un néologisme curieux : « légime », contraction de « régime » et « s'allonger ».
Elle cuisine mal la kacha et les pelmeni – épisodes Recette pour un désastre (en russe : Маша + каша) et Bon appétit (en russe : Приятного аппетита) – mais est experte en confitures – épisode Le jour des confitures (en russe : День Варенья).
Masha joue très bien au tennis et aux échecs. Elle appelle le cavalier : « petit poney » (en russe : поник) dans l'épisode La course du cavalier (en russe : Ход конем).
Elle est douée pour le bricolage dans Première rentrée scolaire (en russe : Первый раз в первый класс) et joue de la guitare électrique dans Le tube de l'été (en russe : Хит сезона).

#### L'ours Michka

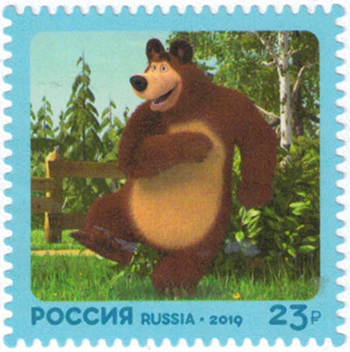
L'ours Michka sur un timbre russe à 23 roubles (2019).

L'ours Michka est un brave ours. Il ne parle pas mais émet des grognements de toutes sortes en fonction de l'action et de ses émotions. Il en va de même des autres personnages peuplant l'univers de cette série (tous les animaux de la forêt et de la ferme, mais aussi un tigre de cirque, ami de l'ours). Ceci étant, dans cette animation tous les animaux ont des comportements et des émotions proches des humains ce qui en renforce le côté comique. L'ours est la figure de l'adulte chargé de surveiller la petite Masha.
Ancien ours de cirque très populaire, il a obtenu maints diplômes et gagné de nombreuses récompenses et trophées. Il admire attentivement chaque médaille, chaque coupe, les brique régulièrement pour qu'elles conservent toujours leur brillance. Il vit une retraite méritée dans la forêt et apprécie la paix qui y règne, le calme et le confort. Il aime le miel, la pêche, regarder les matches de hockey et de football à la télévision. Il dispose d'un rucher pour se fournir en miel, d'un parterre de fleurs et d'un jardin potager.
Il joue de la guitare, du trombone, du piano, fait du vélo et du patin à roulettes et sait coudre. C'est un excellent bricoleur, il est capable de réparer ou de construire n'importe quoi, et il a également des connaissances en chimie qu'il exploite à l'occasion dans la petite pièce qui lui sert de débarras, pour inventer des potions capables de faire grossir ses plantations ou d'éradiquer les pissenlits indésirables.

#### Relations entre Masha et Michka

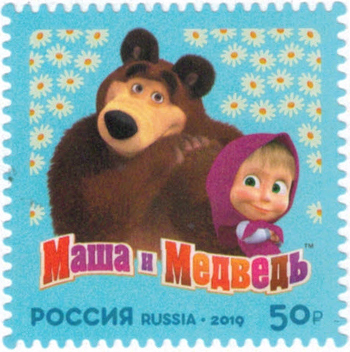
Masha et Michka sur un timbre russe à 50 roubles (2019).

Masha ne manque jamais une occasion de faire une bêtise aux conséquences toujours cocasses, le plus souvent au détriment de l'ours. Dans chaque épisode, la patience de ce dernier est mise à rude épreuve, parfois jusqu'à la colère. Il lui arrive de punir ou de s'éloigner de Masha quand elle est allée trop loin, mais la tendresse qui lie ces deux êtres finit toujours par prendre le dessus. Masha, comme tout enfant, n'hésite pas à manipuler l'ours pour parvenir à ses fins, mais de son côté l'ours, comme tout adulte, n'est pas en reste quand il souhaite s'occuper à autre chose ou se reposer.

### Personnages secondaires
- L'ourse — Michka en est amoureux, mais son coeur balance entre Michka et l'ours himalayen.
- Le lapin — il passe son temps à voler les carottes dans le jardin de Michka. Il est toujours le premier à se moquer des autres. Masha l'appelle affectueusement "Lapinou", et il n'est pas rare qu'ils jouent ensemble au hockey ou à d'autres activités.
- Les deux loups — ils vivent dans une vieille ambulance délabrée, ce qui les conduit souvent à jouer les infirmiers. Ils n'effraient pas du tout Masha, qui sait parfaitement les manipuler.
- Les écureuils — collectionne les champignons et les pommes de pin, il répond aux agressions par des volées de pommes de pin.
- Les hérissons — on les voit généralement apparaitre lorsque des fruits tombent des arbres pour se ficher sur leurs dos.
- Le panda — neveu de Michka, c'est le rival de Masha avec qui il se dispute en permanence.
- Les animaux de la ferme — La chèvre, le chien, les poulets et le cochon vivent dans la cour de Masha et se cachent d'elle autant que possible. Rosie, le cochon, déteste qu'elle la traite comme un bébé.
- Le tigre — c'est un vieil ami de Michka, du temps du cirque.
- Le pingouin — issu d'un oeuf trouvé par Masha, Michka le considère comme son fils adoptif. Il vit en Antarctique mais revient régulièrement voir Masha et Michka à bord d'un petit avion qu'il pilote lui-même.
- Ded Moroz — le Père Noël, noble vieillard à peine plus haut que Masha.
- L'ours himalayen — ours noir d'Asie, macho, d'allure athlétique, toujours occupé à des exercices de musculation, il n'a de considération pour personne, et il est en compétition avec Michka pour conquérir le coeur de l'ourse.
- Les abeilles — colériques et agressives, elles sont présentées sympathiquement dans l'épisode Tirage 9×12 (en russe : Фотография 9 на 12)
- Dacha — cousine de Masha, elle apparait dans l'épisode Deux en une (en russe : Двое на одного). Elle est plus responsable et mature que sa cousine.

## Épisodes deMasha et Michka
| n°               | Titre original                   | Traduction littérale                               | Synopsis | Sur YouTube |
| ---------------- | -------------------------------- | -------------------------------------------------- | --- | ----------- |
| Saison 1 (2009)  |                                  |                                                    | |             |
| 01               | До весны не будить!              | Ne pas déranger avant le printemps                 | L'automne est arrivé et Michka s'apprête à hiberner. Il a beau avoir pris toutes ses précautions, Masha pénètre dans la maison et réclame son nouveau compagnon de jeu… | 2           |
| 03               | Раз, два, три! Ёлочка, гори!     | Trois, deux, un, Joyeux Noël                       | C'est le Nouvel An ! L'ours se lève pour déneiger l'allée qu'empruntera le Père Noël, et décore sa maison. Masha est la première à se présenter pour souhaiter la bonne année à son ami : « С Новым Годом! » | 3           |
| 04               | Ловись, рыбка!                   | Jour de pêche                                      | Comment espérer trouver le calme propice à la pêche à la ligne lorsque, l'impatiente et turbulente Masha se trouve dans les parages ? C'est peine perdue ! Et Masha de questionner: « où est-ce que ça mord ? », « comment ça mord ? », « qui mord ? », « et là ? ça mord ? »… | 4           |
| 05               | Весна пришла!                    | La saison des amours                               | Le printemps est la saison des amours et Michka trouve l'âme sœur. Mais Masha apporte son grain de sel et, dans la famille ours, tous ne sont pas prêts à l'adopter… | 5           |
| Saison 2 (2010)  |                                  |                                                    | |             |
| 06               | Следы невиданных зверей          | À qui est la trace                                 | La neige est tombée et couvre la nature d'un blanc manteau. Masha, qui ne recule devant rien, rend visite à son ami et veut identifier les empreintes laissées dans la neige… | 6           |
| 07               | С волками жить...                | Joue avec les loups                                | Deux loups affamés kidnappent Masha contre rançon : le contenu du frigidaire de Michka ! Et l'ours de s'esclaffer car les deux malheureux ignorent encore à quelle détenue ils ont affaire… | 7           |
| 08               | День варенья                     | Le jour des confitures                             | Michka a cueilli tous les fruits du jardin pour cuisiner ses confitures : fraises, noisettes, prunes, etc. Les bocaux sont prêts, on sort le samovar et… malheur: Masha a tout englouti ! Des pommes, ne restent que les trognons ! Pour se faire pardonner elle mettra la main à la pâte… | 8           |
| 09               | Позвони мне, позвони!            | Masha à la télé du foot - Masha et le loup         | Michka reçoit un SMS : aujourd'hui il y a un match de football à la télévision. Tandis qu'il cherche son nécessaire du parfait supporter, Masha s'est installée dans le salon et a zappé sur un programme qui lui convient mieux. Désespéré, l'ours parvient à détourner l'intérêt de la jeune fille sur… le téléphone portable! Et propose à Masha de partir à la découverte de la forêt. « Au moindre souci, appelle moi ! » lui fait-il comprendre. Elle n'a que trop bien compris… | 9           |
| 10               | Праздник на льду                 | Tous sur la glace                                  | Le lac est gelé, Masha en profite pour s'essayer au patinage. Débutante, elle trouve en Michka et madame ours le soutien attendu. | 10          |
| 11               | Первый раз в первый класс        | Première rentrée scolaire - La rentrée des classes | Nous sommes le 1er septembre, premier jour de l'automne, et, rentrée scolaire en Russie! Masha, comme tous les enfants, veut apprendre. Michka prépare alors la salle de classe. Son écolière arrive, en uniforme et un bouquet de fleurs à l'attention du maitre, comme de tradition. Les cours peuvent débuter ! | 11          |
| 12               | Граница на замке                 | On ne passe pas                                    | Michka est dans le jardin potager en compagnie du lièvre. La terre, fraichement retournée, est prête à accueillir de nouvelles graines. Le lièvre propose bien sûr d'y planter ses carottes. Mais son impatience est telle - il ravage les plants - que l'ours l'expulse de la propriété. Ne parvenant pas à surveiller son jardin, Michka recrute alors Masha pour « assurer la patrouille, le long de la frontière ». | 12          |
| 13               | Кто не спрятался, я не виноват!  | Cache-Cache, c'est pas pour les peureux.           | L'ours a reçu son dernier numéro de mots croisés et s'installe, le thé et les souchki à proximité, prêt à remplir les grilles. C'est le moment que choisit Masha pour s'inviter chez son ami, et jouer à cache-cache. | 13          |
| Saison 3 (2011)  |                                  |                                                    | |             |
| 14               | Лыжню!                           | Rien ne sert de mentir                             | Mais qu'est-il arrivé à Michka ? Il est allongé sans connaissance dans la neige, sous un sapin, devant l'entrée de sa maison… Masha et le lièvre vont certainement nous éclairer. | 14          |
| 15               | Дальний родственник              | Un nouvel ami                                      | L'ours reçoit la visite d'un parent éloigné, le panda. Masha y voit tout de suite l'occasion de se faire un nouvel ami… | 15          |
| 16               | Будьте здоровы!                  | Michka est malade                                  | Michka termine la maquette du biplan avec lequel il s'apprête à jouer. Lorsque Masha se présente chez lui, il cache précipitamment sa nouvelle réalisation… dans la cheminée ! Tandis qu'il éternue, Masha croit son ami malade et l'alite immédiatement, se donnant pour mission d'assurer sa guérison. | 16          |
| 17               | Маша + каша                      | Recette pour un désastre                           | Masha, après avoir dérangé l'ours dans sa partie de dames, puis, armée d'une crosse de hockey bien trop haute pour elle, effectué quelques tirs avec le lièvre, est exténuée. Elle s'attable avec le lièvre et réclame à manger. L'ours, exaspéré, lui sert un reste de kacha, et abandonne la maison à la recherche du calme près de la rivière. Masha décide alors de préparer une nouvelle kacha… | 17          |
| 18               | Большая стирка                   | Mon bébé a faim                                    | Aujourd'hui Masha décide d'adopter le cochon, et, en bonne mère, songe à le nourrir. Malheureusement elle n'a rien à lui offrir, le biberon est désespérément vide. Elle se rappelle alors le frigidaire toujours plein à craquer de Michka et, le cochon dans la poussette, fonce chez son ami… en pleine lessive ! | 18          |
| 19               | Репетиция оркестра               | La leçon de piano                                  | L'ours cueille des champignons dans la forêt lorsqu'il tombe sur un superbe piano à queue « Animaccord » ! Il ramène à toute allure la trouvaille dans son salon, et, en expert, effectue tous les réglages nécessaires. Il peut jouer ! Sur son tricycle, Masha est ravie de la virtuosité de son ami : « Tu dois m'apprendre à jouer ! » réclame-t-elle, s'étonnant d'avoir jusqu'à présent pu vivre sans piano ni musique. | 19          |
| 20               | Усатый-полосатый                 | Bienvenue au cirque                                | Michka reçoit la visite surprise d'un vieil ami: le tigre, son partenaire de scène du temps du cirque. Ils feuillettent ensemble l'album de leurs exploits quand Masha se décide à faire connaissance. Comme toujours, les premiers rapports avec la jeune intruse sont conflictuels, mais l'amitié finit toujours par triompher ! | 20          |
| 21               | Один дома                        | Pas de noël sans amis "famille"                    | C'est bientôt le Nouvel An et chacun décore l'arbre de Noël: dans la cour de Masha, chez les loups, ou dans la famille écureuil. Michka a bien entendu lui aussi suspendu les guirlandes et planté l'étoile au sommet du sapin. Mais que n'a-t-il accueilli Masha comme il se doit ? Son réveillon s'en est terni, tandis que Masha, coiffée d'un chapeau magique, fait le tour du voisinage en distribuant les cadeaux… | 21          |
| 22               | Дышите! Не дышите!               | Le hoquet                                          | L'ours reçoit son amie, madame ours, à dix-huit heures. Il faut vite rendre la maison présentable et le grand ménage commence. Entre-temps Masha est arrivée et attrape le hoquet. Michka essaye toutes les techniques pour l'en débarrasser, en vain… | 22          |
| Saison 4 (2012)  |                                  |                                                    | |             |
| 23               | Подкидыш                         | Michka est papa                                    | Tout le monde ignore d'où vient cet œuf, et en tout cas personne n'en veut, ni l'écureuil, ni le lièvre, ni le hérisson... Seuls Masha et l'ours se chargent de préparer l'arrivée du nouveau venu. | 23          |
| 24               | Приятного аппетита               | Bon appétit                                        | Le panda propose à Michka de lui préparer une spécialité de la cuisine chinoise : du bambou ! L'ours n'en raffole pas particulièrement et préfère une soupe de won ton. Nos deux marmitons ajustent leur toque et commencent à travailler la pâte lorsque Masha fait son apparition... | 24          |
| 25               | Фокус-покус                      | Abracadabra, et voilà                              | Par une journée pluvieuse et orageuse, l'ours et Masha se retrouvent bloqués, chacun chez soi. Michka en profite pour lire les contes fantastiques du zoo, Masha pour attraper son parapluie et rendre visite à son ami. Arrivée chez celui-ci, l'ours, plongé dans sa lecture, prête un livre de magie à Masha… | 25          |
| 26               | Осторожно, ремонт!               | On redécore la maison                              | Michka reçoit un colis de son ami le tigre: un portrait conjoint en souvenir de leur amitié. Tandis qu'il cherche l'endroit où l'accrocher, aidé en cela par la petite Masha, l'accident se produit et c'est toute la maison qu'il faut retaper ! Masha et ses amis ne manquent alors pas de goût dans leurs idées. | 26          |
| 27               | Картина маслом                   | Les jolies couleurs                                | Michka exerce son goût pour la peinture: en artiste accompli - béret sur le chef et écharpe autour du cou - il met en scène une nature morte avant de laisser glisser son pinceau sur la toile ! Masha passe par là qui croque la nature morte, à sa manière... Une nouvelle composition s'impose. Mais cette fois, Michka prend soin d'envoyer l'artiste en herbe s'exercer dans la nature. Sa créativité et sa fantaisie n'y trouvent alors plus aucune limite ! | 27          |
| 28               | Ход конём                        | Cours petit poney - Cours, cours petit poney       | L'ours et le tigre sont en pleine partie d'échecs lorsqu'ils sont dérangés par la petite Masha. Après lui avoir expliqué les rudiments du jeu, la fillette se révèle être une adversaire implacable, grâce notamment à la course de son… « petit poney » ! | 28          |
| 29               | Хит сезона                       | Le tube de sa vie                                  | Pour tenter de plaire à madame ours, Michka doit abandonner le style suranné des sérénades pour adopter un look résolument plus rock 'n' roll... Masha est là pour l'aider. | 29          |
| Saison 5 (2013)  |                                  |                                                    | |             |
| 30               | Витамин роста                    | Ça pousse                                          | Masha, qui nourrit le cochon, est heureuse que celui-ci continue à croître. Mais se demande pourquoi, elle, est toujours petite! Justement Michka cherche l'élixir miracle pour faire grandir ses plants de tulipes… | 30          |
| 31               | Новая метла                      | Le balai magique - Un nouveau balai                | Le lièvre est vraiment un hockeyeur hors pair que Masha n'arrive pas à contenir. Menée au score, elle troque sa crosse contre un balai... magique ! | 31          |
| 32               | Когда все дома                   | Tel père, tel fils - Telle mère, telle fille       | Le pingouin arrive en avion de son lointain Antarctique. L'ours et Masha sont heureux de le retrouver mais Michka est attristé car il est laissé de côté dans les jeux entre Masha et le pingouin. La jeune fille s'en aperçoit qui organise une bataille de boules de neige où Michka pourra pleinement participer. | 32          |
| 33               | Сладкая жизнь                    | Une douce vie                                      | Masha a un goût immodéré pour les sucreries, avec les conséquences prévisibles : il faut traiter la carie ! | 33          |
| 34               | Фотография 9 на 12               | On sourit pour la photo                            | Masha tombe sur le vieil appareil photo de l'ours et n'a qu'une envie : tirer le portrait de tous ses amis (plus que réticents) ! Jusqu'à ce qu'elle s'en prenne aux abeilles, qui sauront lui rendre la pareille. | 34          |
| 35               | Трудно быть маленьким            | Pas facile d'être un enfant                        | Masha est au coin et tout le monde lui en veut de ses bêtises incessantes. Mais qui, petit, n'a jamais fait de bêtises ? | 35          |
| 36               | Двое на одного                   | Deux Masha pour le prix d'une                      | Masha reçoit la visite de sa cousine Dacha. Les présentations s'imposent. | 36          |
| 37               | Большое путешествие              | Bon Voyage, Michka                                 | L'ours décide de partir en voyage. Sa valise est bouclée, il prend son train à l'heure, et, pas de Masha à l'horizon ! Tout se passerait-il sans encombre ?! | 37          |
| 38               | Нынче всё наоборот               | Michka est tombé sur la tête !                     | Le lièvre ne semble guère convaincu des talents d'artiste de son ami l'ours. Ce dernier lui présente alors différents tours qu'il exécutait en piste... jusqu'à la chute. Le traumatisme fera que cette fois c'est l'ours qui fait les bêtises, Masha qui essaie de les éviter ! | 38          |
| 39               | Сказка на ночь                   | La nuit de la peur                                 | Le salon de l'ours est l'aire de jeu préférée de Masha. Mais, neuf heures sonné, il est temps de rentrer chez soi. L'averse bloque la fillette chez Michka qui propose que tous aillent au lit. Tandis que Masha réclame un conte, Michka, trop fatigué, met la jeune fille devant la télé. Les impressions que laissent certains programmes ne sont pas pour apaiser une enfant… | 39          |
| Saison 6 (2014)  |                                  |                                                    | |             |
| 40               | Красота - страшная сила          | Dangereuse beauté - Victime de la mode             | Lorsque Michka relève son courrier, il s'étonne de trouver le magazine de mode Vogzalle dans sa boite aux lettres. Mégarde du postier qui a laissé son numéro de Sudoku chez madame ours, et que celle-ci lui apporte gentiment. Arrive Masha faisant du rodéo sur le dos du cochon, outré. Madame ours cède le magazine à la fillette, espérant l'initier aux arcanes de la « beauté »… | 40          |
| 41               | Дело в шляпе                     | Une affaire de chapeau                             | L'ours a fort à faire contre un moucheron à l'appétit d'ogre : tout son mobilier est ravagé. Heureusement Masha lui vient en aide, grâce à un mystérieux chapeau. | 41          |
| 42               | День кино                        | Jour de ciné                                       | Masha s'ennuie à périr, bloquée chez l'ours par un fort blizzard. Lire, jouer aux échecs, une télévision en panne, rien ne peut la divertir. Eurêka. « Et si nous tournions un film ? » s'enthousiasme Masha. Justement une vieille caméra traine dans l'atelier de Michka... mais encore faut-il s'entendre sur un scénario ! | 42          |
| 43               | Героями не рождаются             | Super Masha                                        | Masha s'est investie d'une mission : sauver le monde – et ses amis – de dangers... inexistants. Vêtue de sa tenue de super héros en tricot, elle est accueillie par l'incrédulité et les fous rires. Se sentant inutile, le destin lui apporte l'occasion d'effectuer un acte vraiment héroïque. | 43          |
| 44               | Раз в году                       | Une fois par an                                    | Aujourd'hui c'est l'anniversaire de Michka mais Masha l'a complètement oublié, qui improvise un cadeau à la va-vite et s'invite à la fête. Pour épargner une telle déconvenue à ses amis, la fillette se charge de leur rappeler régulièrement l'échéance de son propre anniversaire, tout en laissant la liste de ses cadeaux à Michka : bien organisée Masha ! | 44          |
| 45               | Запутанная история               | Élémentaire, mon cher Watson                       | Quelle occupation plus absorbante qu'un puzzle ! Justement Michka s'apprête à réassembler les 150 pièces d'« Un matin dans une forêt de pins », et, prévoyant, songe à s'isoler afin d'éviter les turbulentes visites de la petite Masha. Justement celle-ci approche, accompagnée du cochon, toutes deux plongées dans les passionnantes Aventures de Sherlock Holmes. L'ours disparu, un mobilier sens dessus-dessous... vêtue de tartan et portant chapeau melon, nos deux amies se chargent, en fins limiers des bords de la Tamise, de retrouver l'ours volatilisé. « Élémentaire, mon cher Watson ! » | 45          |
| 46               | Учитель танцев                   | Le professeur de danse                             | Le panda rend visite à Michka, chaleureusement accueilli par Masha tout heureuse de retrouver son ami. Tandis que ces deux-là n'arrêtent de se chamailler, à la maison de Masha, le cochon se découvre un don inné pour la danse, don qu'il souhaite sitôt partager! Le professeur improvisé sillone alors la campagne, à la quête d'élèves auxquels transmettre sa passion. Un répit inespéré pour l'ours ! | 46          |
| 47               | Крик победы                      | Le cri de la victoire                              | Tandis que Masha et Michka essayent d'attraper du poisson sur le bord de la rivière, un bruit sourd et répétitif vient perturber leur quiétude: madame ours perfectionne son coup droit, contre le tronc d'un pin. Ni une ni deux, Michka se précipite chez lui et monte un court de tennis, afin que son amie puisse jouer avec un partenaire. C'est le moment choisi par l'ours himalayen pour défier Michka… | 47          |
| Saison 7 (2015)  |                                  |                                                    | |             |
| 48               | Пещерный медведь                 | L'ours des cavernes                                | Michka contemple son arbre généalogique et s'étonne de ne pas connaitre le premier de ses ancêtres ! Perplexe, il se résout à rejoindre son lit… sans que l’énigme ne lui accorde le repos. C’est décidé : au beau milieu de la nuit, et après de saines lectures – La Machine à explorer le temps de H.G. Wells et quelques autres ouvrages de physique quantique – Michka construit la machine qui l’aidera à retrouver son ancêtre méconnu. | 48          |
| 49               | Дорогая передача                 | Chers programmes télé                              | Michka vient de faire l’acquisition d’un superbe écran plat Pagliacci, et s’empresse d’inviter tous ses amis pour découvrir les programmes télévisés de l'après-midi. Malheureusement, Masha passe par là qui commence par prendre la parabole juste installée pour panier de basket… | 49          |
| 50               | Праздник Урожая                  | Halloween - La fête de la récolte (Fichu dehors)   | C’est l’automne et les citrouilles du jardin potager de Michka n’ont guère grossi quand vient l’heure de la récolte. Qu’importe, le bal costumé donné à cette occasion aura quand même lieu et chacun y est convié. La fée Masha aidera grandement les invités dans leurs déguisements, au moins jusqu’à l’heure fatidique… | 50          |
| 51               | Неуловимые мстители              | Les vengeurs insaisissables                        | Masha et le panda ne cessent de se chamailler, courant et sautant sans répit ni fatigue. Michka est lui excédé et a besoin de se ressourcer. Une nounou serait la bienvenue pour garder ces deux « anges ». L’ours himalayen répond à la petite annonce rédigée par Michka : bon courage ! | 51          |
| 52               | До новых встреч!                 | À une prochaine fois !                             | Que se passe-t-il, Masha est méconnaissable ! Elle laisse en paix ses camarades de jeu – le cochon ou le lièvre – puis va faire le ménage chez son ami l’ours. Michka, éberlué, emmène précipitamment la jeune fille chez les deux loups, et le diagnostic de ces derniers est sans appel : l’enfant grandit et devient adulte ! Et Masha d’annoncer également son départ, c’est un coup de tonnerre ! | 52          |
| 53               | На круги своя                    | Un tour sur soi                                    | Depuis le triste départ de Masha, si le cochon a vite séché ses larmes – et emménagé dans la maison de Masha – Michka a pour sa part perdu toute joie de vivre, et l’énergie déployée par le lièvre pour le sortir de sa torpeur n’y change rien. Quand soudain le téléphone sonne… | 53          |
| 54               | В гостях у сказки                | Invitation au pays des contes                      | C’est la saison des amours chez les batraciens, grenouilles et autres rainettes. Mais comment l’une d’entre elles a-t-elle pu s’éprendre de Michka ? | 54          |
| Saison 8 (2016)  |                                  |                                                    | |             |
| 55               | Эх, прокачу!                     | Hep Taxi                                           | 55 |             |
| 56               | Страшно, аж жуть!                | L'oreiller Hante                                   | 56 |             |
| 57               | На привале                       | L'art Du Mensonge                                  | 57 |             |
| 58               | Кошки-мышки                      | Le Jeu Du Chat Et De La Souris                     | 58 |             |
| 59               | Game Over                        | Game Over                                          | 59 |             |
| 60               | К вашим услугам!                 | Mon Amie Mashuko                                   | 60 |             |
| 61               | С любимыми не расставайтесь      | Conte de Noël                                      | 61 |             |
| Saison 9 (2017)  |                                  |                                                    | |             |
| 62               | Спи, моя радость, усни!          | Un Sommeil Très Rock'n Roll!                       | 62 |             |
| 63               | Сюрприз! Сюрприз!                | Surprise! Surprise!                                | 63 |             |
| 64               | Три Машкетёра                    | Masha Et Les Trois Mousquetaires                   | 64 |             |
| 65               | Есть контакт!                    | Nous Sommes Venus En Paix                          | 65 |             |
| 66               | Спокойствие, толъко спокойствие! | Golf à Trois                                       | 66 |             |
| 67               | Цирк, да и только                | Le Meilleur des Médicaments                        | 67 |             |
| 68               | Квартет плюс                     | Un Quartet Amélioré                                | 68 |             |
| Saison 10 (2018) |                                  |                                                    | |             |
| 69               | Сколько волка ни корми...        | La Famille s'Agrandit!                             | 69 |             |
| 70               | Звезда с неба                    | Une Étoile Céleste                                 | 70 |             |
| 71               | Вот такой хоккей                 | Ce Hockey est Ok!                                  | 71 |             |
| 72               | Шарики и кубики                  | Des Boules et des Cubes                            | 72 |             |
| 73               | Случай на рыбалке                | Une drôle de prise                                 | 73 |             |
| 74               | Вот как бывает!                  | Singeries                                          | 74 |             |
| 75               | Не царское дело!                 | Vive la Reine!                                     | Le lion, le roi des animaux, débarque un beau jour du train devant la maison de Masha. Celle-ci tient absolument à lui faire un accueil digne de son rang, mais elle ne sait pas que le lion est en réalité un ami de Michka, à l'époque du cirque ils étaient partenaires. Le zèle de Masha va lui jouer des tours... |             |

## Épisodes diffusés en France, en Belgique, et en Suisse
Titres retenus pour les épisodes diffusés en France, en Belgique, et en Suisse.
| n° | Titre de l'épisode                | Titre de l'épisode                         |
| -- | --------------------------------- | ------------------------------------------ |
| 1  | «Первая встреча»                  | « Première rencontre »                     |
| 2  | «До весны не будить!»             | « Ne pas déranger avant le printemps »     |
| 3  | «Раз, два, три! Ёлочка, гори!»    | « 3.2.1 Joyeux Noël ! »                    |
| 4  | «Ловись, рыбка!»                  | « Jour de pêche »                          |
| 5  | «Весна пришла!»                   | « Printemps est arrivé »                   |
| 6  | «Следы невиданных зверей»         | « A qui est la trace »                     |
| 7  | «С волками жить...»               | « Vivre avec des loups »                   |
| 8  | «День варенья»                    | « Le jour des confitures »                 |
| 9  | «Позвони мне, позвони!»           | « Sonne moi, sonne »                       |
| 10 | «Праздник на льду»                | « Fête sur la glace »                      |
| 11 | «Первый раз в первый класс»       | « La rentrée des classes »                 |
| 12 | «Граница на замке»                | « On ne passe pas »                        |
| 13 | «Кто не спрятался, я не виноват!» | « Cache cache c'est pas pour les peureux » |
| 14 | «Лыжню!»                          | « Rien ne sert de mentir »                 |
| 15 | «Дальний родственник»             | « Un ami de loin»                          |
| 16 | «Будьте здоровы!»                 | « Soyez en bonne santé »                   |
| 17 | «Маша + каша»                     | « Recette pour un désastre »               |
| 18 | «Большая стирка»                  | « Mon bébé est affamé »                    |
| 19 | «Репетиция оркестра»              | « La Leçon de piano »                      |
| 20 | «Усатый-полосатый»                | « Bienvenue au cirque »                    |
| 21 | «Один дома»                       | « Seul à la maison »                       |
| 22 | «Дышите! Не дышите!»              | « Respirez, ne respirez plus »             |
| 23 | «Подкидыш»                        | « Michka est papa »                        |
| 24 | «Приятного аппетита»              | « Bon appétit, miam »                      |
| 25 | «Фокус-покус»                     | « Abracadabra 1,2,3 et voilà »             |
| 26 | «Осторожно, ремонт!»              | « Attention, aménagement »                 |
| 27 | «Картина маслом»                  | « Les jolies couleurs »                    |
| 28 | «Ход конём»                       | « Cours, petit poney »                     |
| 29 | «Хит сезона»                      | « Le tube de sa vie »                      |
| 30 | «Сказка на ночь»                  | « Conte de nuit »                          |

## Série dérivée:Les Contes de Masha
Les Contes de Masha est une série dérivée où l'on retrouve le personnage de Masha narrant à une poupée et un ourson, différents contes de la culture populaire russe et mondiale.
| no | Titre                      | En français                          | Sur YouTube |
| -- | -------------------------- | ------------------------------------ | ----------- |
| 1  | Волк и семеро козлят       | Le Loup et les Sept Chevreaux        | 1           |
| 2  | Гуси-лебеди                | Les Oies sauvages                    | 2           |
| 3  | Лиса и заяц                | La Renarde et le Lièvre              | 3           |
| 4  | Красная Шапочка            | Le Petit Chaperon rouge              | 4           |
| 5  | Морозко                    | Le Père Frimas                       | 5           |
| 6  | Волк и лиса                | La Renarde et le Loup                | 6           |
| 7  | Вершки и корешки           | L'Ours et le Paysan                  | 7           |
| 8  | Царевна-лягушка            | La Princesse Grenouille              | 8           |
| 9  | Снегурочка                 | La Fille des neiges                  | 9           |
| 10 | Мальчик-с-пальчик          | Le Petit Poucet                      | 10          |
| 11 | Крошечка-Хаврошечка        | La Petite Cosette                    | 11          |
| 12 | Бычок смоляной бочок       | Le Veau de paille                    | 12          |
| 13 | Три поросёнка              | Les Trois Vilains Petits Cochons     | 13          |
| 14 | Храбрый портняжка          | Le Vaillant Petit Tailleur           | 14          |
| 15 | Али-Баба                   | Ali Baba                             | 15          |
| 16 | Золушка                    | Cendrillon                           | 16          |
| 17 | Калиф-аист                 | Le Calife-héron                      | 17          |
| 18 | Джек и бобовое зёрнышко    | Jacques et le Haricot magique        | 18          |
| 19 | Свинопас                   | Le Prince porcher                    | 19          |
| 20 | Синяя борода               | Barbe bleue                          | 20          |
| 21 | По щучьему велению         | Le Poisson d'or                      | 21          |
| 22 | Лисичка со скалочкой       | La Renarde, le Coq et le Chat        | 22          |
| 23 | Каша из топора             | La Recette de la bouillie à la hache | 23          |
| 24 | Пойди туда, не знаю, куда  | Igor et le roi                       | 24          |
| 25 | Петушок - Золотой гребешок | Le Coq à la crête d'or               | 25          |
| 26 | Конёк-горбунок             | Le Petit Cheval bossu                | 26          |

## Fiche technique
- Titre original : Маша и Медведь
- Titre français : Masha et Michka
- Création : Oleg Kouzovkov
- Production : Andreï Dobrounov
- Société de production : Animaccord
- Pays d'origine :  Russie
- Langue originale : russe

## Distribution

### Voix originales russes
- Alina Koukouchkina : Masha
- Boris Koutnevitch : Michka
- Marc Koutnevitch : le lièvre, le panda, le chat

### Voix française
- Lévanah Solomon (S1-S3, dialogues et chant) puis Kaycie Chase (S4 Ép.1-2 dialogues et S4-S5 chant) Victoire Pauwels (S4 Ép. 3-S5 dialogues) puis Charlotte Stortoz (depuis la S5 Ep-100 dialogues) : Masha

## Controverse
Cette série est accusée par certains médias et universitaires d’être un élément de propagande pro-russe,.